# 530
530 (DXXX) je bilo navadno leto, ki se je po julijanskem koledarju začelo na torek.

## Dogodki
- 1. januar

## Rojstva
- Alboin, kralj Langobardov († 572)